# Болешковице (гмина)
Болешковице (пол. Boleszkowice) — сельская гмина (волость) в Польше, входит как административная единица в Мыслибуржский повет, Западно-Поморское воеводство. Население — 2942 человека (на 2013 год).